# Juanfran Torres
Juan Francisco Torres Belén, mais conhecido como Juanfran (Crevillent, 9 de janeiro de 1985), é um ex-futebolista espanhol que atuava como lateral-direito. Seu último clube foi o São Paulo.
Depois de ser revelado pelo Real Madrid, Juanfran fez uma carreira sólida no futebol espanhol, jogando pelo Osasuna e Atlético de Madrid, nesse último, é considerado ídolo, ficando por 8 temporadas, atuando por 355 vezes, e conquistando 7 títulos, sendo os mais importantes a La Liga de 2013-14 e as Liga Europa de 2011–12 e 2017–18.
Jogador da Seleção Espanhola de 2012 a 2016, fez parte da equipe que ganhou a Euro 2012, representando também a Espanha na Copa do Mundo de 2014 e na Euro 2016.

## Carreira

### Início
A carreira de Juanfran começa no Kelme CF, aos 9 anos de idade. Seu pai o levava para jogar futsal pela cidade de Crevillent, sua cidade natal, desde os 5 anos e ao disputar um torneio no clube Kelme, despertou o interesse. Depois de 7 anos no Kelme, com 16 anos, Juanfran se transfere para a base do Real Madrid, onde iniciaria sua carreira profissional.
Fez a sua estreia pelo time principal do Real Madrid em 24 de janeiro de 2004, jogando 15 minutos da vitória de 2–1 Villarreal, depois de boas atuações pelo Real Castilla. Ao todo, jogou 15 jogos pelo Real.
Juanfran foi emprestado ao Espanyol na temporada 2005–06, e apesar do clube catalão ter sido rebaixado, participou de toda a campanha, marcando 1 gol em 22 de março de 2006 no empate de 1–1 com o Athletic Bilbao. Até esse momento, a posição que Juanfran atuava era de ponta.

### Osasuna

#### 2006–07
Em 2007, Juanfran assinou com o Osasuna após um acordo que permitia ao clube obter o jogador sem ter que pagar uma taxa de transferência e com preço fixo de 10 milhões de euros, tendo a negociação várias cláusulas. Seu 1° jogo pelo clube foi na vitória por 2 a 0 sobre o Celta de Vigo, marcando inclusive o 2° gol da partida. Na temporada, fez parte do elenco que chegou na semifinal Copa da UEFA de 2006-07, jogando 9 jogos e marcou 1 gol.

#### 2008–09
Em 2008–09, Juanfran mais uma vez foi titular na maioria dos jogos da temporada. No dia 31 de maio de 2009, na última partida da temporada, ele marcou um gol de 28 metros de distância, na vitória por 2 a 1 para o Real Madrid, que manteve o clube na primeira divisão.

#### 2009–10
Na temporada 2009-10, o Osasuna terminou  com um desempenho melhor na La Liga que a anterior, na 12° colocação, e Juanfran teve sua melhor temporada em gols da carreira, com 4 marcados.

### Atlético Madrid

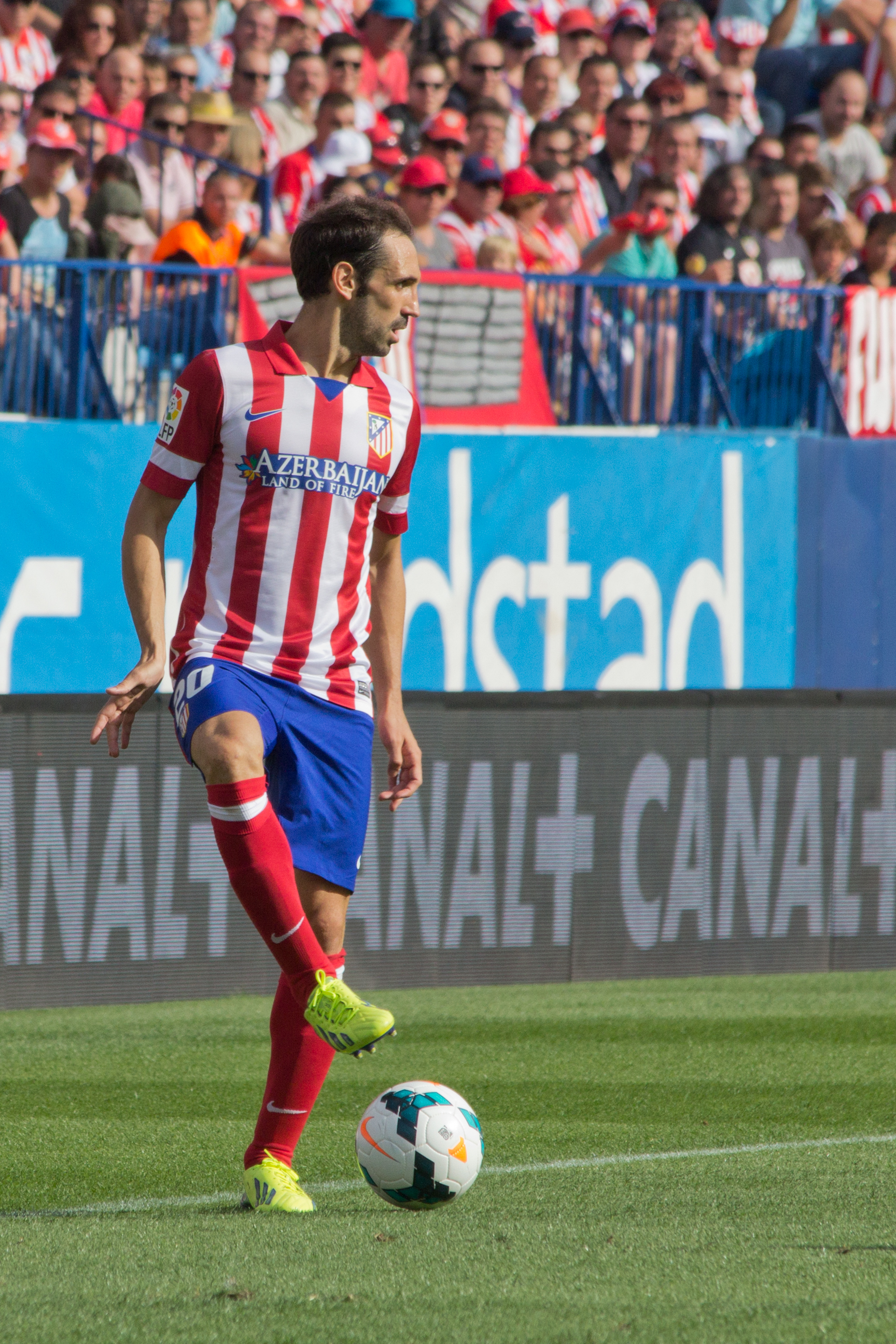
Juanfran em partida contra o Almería, em 2013.

Em 11 de janeiro de 2011, Juanfran assinou com o Atlético de Madrid até junho de 2015, sendo a transferência de 4 milhões de euros.

#### 2010–11
Fez sua estréia oficial 2 dias depois, em 13 de janeiro, na derrota por 3 a 1 para o Real Madrid, pelas quartas de final da Copa do Rey.
Juanfran marcou seu 1° gol pelo Atlético em 21 de maio 2011, na vitória por 4 a 3 na Mallorca, no último jogo da temporada na La Liga, gol que dedicou ao seu pai, que havia falecido 2 semanas antes.

#### 2011–12
Começou a atuar regularmente como lateral-direito, introduzido pelos técnicos Gregorio Manzano e seu sucessor, Diego Simeone. Na final da Liga Europa, o Atlético foi campeão ao derrotar o Atl. Bilbao por 3 a 0, e Juanfran jogou muito bem atuando como lateral. Depois do final da partida, dedicou o titulo ao seu falecido pai, dizendo:
Meu filho bebê, Oliver, está aqui comigo. As únicas palavras que ele sabe são "mama" e "Atleti". Eu dedico essa vitória para a minha família e ao meu pai, que faleceu no ano passado. Eu sei que ele está de cima vendo a nossa celebração.
Em 24 de maio de 2014, Juanfran jogou os 120 minutos da final da Liga dos campeões da UEFA,  na derrota por 4–1 para o Real Madrid, Estádio da Luz. 1 mês depois, Juanfran assinou uma extensão de seu contrato até 2018.
No dia 15 de março de 2016, na 2° partida de volta das oitavas de final da Liga dos campeões,  bateu o pênalti decisivo, dando a vitória por 8 a 7, sobre o PSV Eindhoven, depois do empate de 0 a 0 na ida e volta. Após passar pelo Barcelona nas quartas e pelo Bayern na semifinal, o Atlético chegou a final contra o Real Madrid. Após empatarem por 1 a 1 no tempo normal, houve a disputa de pênaltis, mas Juanfran perdeu a sua penalidade, sendo o único a errar, e o Real Madrid se sagrou campeão por 5 a 3.
Em 2019, Juanfran deixou o Atlético após  9 temporadas, devido ao fim de seu contrato no dia 30 de junho, fez ao todo 355 jogos e ganhou 7 troféus pelo Atlético.

### São Paulo
No dia 3 de agosto de 2019, acertou com o São Paulo até o fim de 2020.
Com seu contrato chegando ao fim no dia 27 de fevereiro de 2021, havia indícios de que jogador e clube iriam renovar, mas não foi procurado pelo São Paulo para uma renovação de contrato, pedindo liberação do último jogo da temporada contra o Flamengo para voltar à Espanha. Ao todo fez 56 jogos pelo Tricolor, não marcando nenhum gol.

## Seleção Espanhola

### Espanha Sub-19
Teve um desempenho extraordinário no  Campeonato Europeu de Futebol Sub-19 de 2004, no qual a Espanha foi campeã e Juanfran ganhou o prêmio de melhor jogador do torneio. Juanfran tem um raro recorde, jogar 2 edições de uma Copa do Mundo Sub-20; a 1° foi em 2003, nos Emirados Árabes Unidos, quando ganhou a medalha de prata ao perder a final para o Brasil e 2° em 2005, quando chegaram nas quartas de final e foram eliminados pela futura campeã Argentina.

### Espanha
Estreou pela Seleção Espanhola em 26 de maio de 2012, como titular da vitória de 2 a 0 contra a  Sérvia, em St. Gallen. Foi convocado pelo técnico Vicente del Bosque para Euro 2012, mas não entrou em nenhum jogo da campanha que a Espanha foi campeã.
Em 16 de novembro de 2013, Juanfran fez seu 1° gol pela seleção principal na vitória por 2 a 1 sobre a Guiné Equatorial. Porém, essa partida foi invalidada pela FIFA, devido à entidade não ter sido informada que o árbitro da partida também era de Guiné Equatorial.
Foi um dos 23 convocados pelo técnico Vincent del Bosque para disputar a Copa do Mundo de 2014. Com a Espanha já eliminada, jogou a última partida como titular, sendo sua 1° na Copa, jogando os 90 minutos e dando uma assistência para David Villa marcar o 1° gol da vitória por 3 a 0 sobre a Austrália.
Juanfran foi também um dos 23 convocados para a Euro 2016. Foi selecionado pela UEFA para a seleção da 1° rodada, devido a sua atuação na vitória por 1 a 0 sobre a Tchequia. Foi titular nos 4 jogos da Seleção.

## Títulos
Espanyol
- Copa do Rei: 2005–06

Atlético de Madrid
- Liga Europa da UEFA: 2011–12 e 2017–18
- Supercopa da UEFA: 2012 e 2018
- Copa do Rei: 2012–13
- La Liga: 2013–14
- Supercopa da Espanha: 2014

Seleção Espanhola Sub-19
- Campeonato Europeu Sub-19: 2004

Seleção Espanhola
- Eurocopa: 2012